# Parathyma shan
Parathyma shan är en fjärilsart som beskrevs av Robert Christopher Tytler 1940. Parathyma shan ingår i släktet Parathyma och familjen praktfjärilar. Inga underarter finns listade i Catalogue of Life.